# Hampea thespesioides
Hampea thespesioides là một loài thực vật có hoa thuộc họ Malvaceae.
Nó chỉ được tìm thấy ở Colombia.